# Бојан Маљевић
Бојан Маљевић је српски ТВ и филмски продуцент.

## Биографија
Дипломирао на ФДУ Београд - одсек организација.
Каријеру започео на ТВ Београд учествујући у свим сегментима продукције од информативне до серијске продукције.
Најзначајнији рад му је серија Вук Караџић која је снимана 3 године где је био ангажован као директор продукције.
Са групом слободних филмских радника крајем 80 - их учествује у оснивању ТРЗ Викторија а већ 1994 године оснива самосталну продукцијску кућу Монте Ројал.
Највећи пројекат му је серија Отворена врата чији је први циклус освојио милионску гледаност а серија је 20 година касније снимљена у још два циклуса.
Филмови које је продуцирао су освајали награде у земљи.
Живи и ради у Београду.
Ћерке су му познате глумице Бојана и Ана Маљевић.

## Филмографија
- 1973 - Београдско пролеће
- 1978 - Недељом поподне
- 1981 - Седам секретара СКОЈ-а - директор серије
- 1981 - Шеста брзина - директор филма
- 1981 - Приче из радионице - директор серије
- 1981 - Београд ноћу - продуцент
- 1982 - Идемо даље - директор филма
- 1982 - Учитељ - директор серије
- 1983 - Приче из Непричаве - директор серије
- 1983 - Карловачки доживљај 1889 - продуцент
- 1983 - Шећерна водица - директор филма
- 1985 - Двоструки удар - директор филма
- 1987 - Видим ти лађу на крају пута - директор филма
- 1987 - Погрешна процена - директор филма
- 1987-1988 - Вук Караџић - директор серије
- 1989 - Борис Годунов - директор филма у Југославији
- 1989 - Балкан експрес 2 - директор филма
- 1989 - Балкан експрес 2 (ТВ серија) - директор серије
- 1989 - Вампири су међу нама - директор филма
- 1991 - Брод плови за Шангај - директор филма
- 1992 - Загреб - Београд преко Сарајева  - директор филма
- 1992 - Девојка са лампом - директор филма
- 1994 - Ни на небу ни на земљи - директор филма
- 1995 - Урнебесна трагедија - копродуцент
- 1994 - 1995 - Отворена врата - продуцент
- 1997 - До коске - продуцент
- 1999 - Нож - продуцент
- 2003 - 011 Београд - копродуцент
- 2011 - Сестре - продуцент
- 2013 - 2014 - Отворена врата 2 - продуцент
- 2014 - Европа, бре! - продуцент
- 2015 - Грам, килограм, тона! - продуцент
- 2016 - Моје право - продуцент
- 2020 - Калуп - продуцент
- 2019 - 2021 - Дуг мору - продуцент
- / - Лубарда - продуцент
- / - Павиљони - копродуцент